# Pingasa nyctemerata
Pingasa nyctemerata là một loài bướm đêm trong họ Geometridae.